# Journal of English and Germanic Philology
Journal of English and Germanic Philology (рус. Журнал английской и германской филологии) — научный журнал по истории средневековья, основанный в  1897 году и в настоящее время издаваемый University of Illinois Press. Специализируется на культуре англо-, германо- и кельтоговорящей части средневековой Европы.